# Проезд Соломенной Сторожки
Прое́зд Соло́менной Сторо́жки — проезд, расположенный в Северном административном округе города Москвы на территории Тимирязевского района.

## История
Проезд получил своё название в XIX веке по стоявшей поблизости «Соломенной сторожке» — сторожевой будке с соломенной крышей Московского сельскохозяйственного института; в конце XIX века одна из остановок городской железной дороги, идущей от Савёловского вокзала в Петровско-Разумовскую сельскохозяйственную академию, называлась Соломенная Сторожка.

## Расположение
Проезд Соломенной Сторожки, являясь продолжением улицы Всеволода Вишневского, проходит от Тимирязевской улицы на юго-запад до улицы Вучетича, за которой продолжается как Чуксин тупик, и Дмитровского проезда. С северо-запада к проезду примыкает Астрадамская улица. Нумерация домов начинается от улицы Всеволода Вишневского.

## Примечательные здания и сооружения
По нечётной стороне:
По чётной стороне:
Арбитражный апелляционный суд N9

## Транспорт

### Автобус
По улице проходят автобусы: 319, 427, 466, 801.

### Метро
- Станция метро  Дмитровская — юго-восточнее проезда, на Бутырской улице

### Железнодорожный транспорт
- Гражданская — юго-западнее проезда, между Чуксиным тупиком, улицей Юннатов и улицей 8 Марта
- Дмитровская — юго-восточнее проезда, между Бутырской улицей и улицей Костякова